# Ted Berrigan
Theodorus Berrigan (Providence, Rhode Island, 15 de noviembre de 1934 – 4 de julio de 1983) fue un poeta estadounidense perteneciente a la segunda generación de la Escuela de Nueva York.

## Biografía
Tras la enseñanza secundaria pasó un año en el Providence College antes de unirse durante tres años al Ejército de los Estados Unidos; terminó entonces sus estudios en la Universidad de Tulsa en Oklahoma, donde se licenció en inglés en 1959. Se casó con Sandy Berrigan, también poeta, y tuvieron dos hijos, David Berrigan y Kate Berrigan. Él y su segunda esposa, la poeta Alice Notley, desempeñaron un papel muy activo en la escena poética de Chicago durante varios años y luego se trasladó a la ciudad de Nueva York, donde editó varias revistas y libros y destacó como figura prominente de la segunda generación de la Escuela de Nueva York, junto a Jim Carroll, Anselm Hollo, Alice Notley, Ron Padgett, Anne Waldman y Lewis Warsh. Colaboró con Padgett y Joe Brainard en Bean Spasms, obra significativa en su rechazo del concepto tradicional de propiedad. Aunque Berrigan, Padgett y Brainard escribieron poemas individuales para este libro y colaboraron en muchos otros, no figuran como autores de poemas individuales.
En 2005 la poesía publicada e inédita de Ted Berrigan fue reunida en un solo volumen editado por la poetisa Alice Notley, segunda esposa de Berrigan, y sus dos hijos.
El poeta Frank O'Hara consideraba la publicación más importante de Berrigan The Sonnets ("Sonetos"), "un hecho de la poesía moderna." Se trata de una reflexión contundente sobre la época que los produjo, y entreteje muy bien los elementos tradicionales de la forma del soneto shakespeariano con la estructura disyuntiva y la cadencia del T. S. Eliot de The Waste Land ("La tierra yerma") y las propias innovaciones literarias y experiencias personales de Berrigan. El producto es una composición, en palabras de la editora de Berrigan y su segunda esposa Alice Notley, "musical, atractiva, y divertida." Charles Bernstein comentó sucintamente que "los Sonetos de Berrigan siguen siendo... una de las obras más frescas y más boyantes de inspiración de la poesía contemporánea". Berrigan murió el 4 de julio de 1983 a la edad de 49 años a causa de una hepatitis que derivó en cirrosis.

## Obra selecta
- The Sonnets (1964, 1967, 1982, 2000)
- Seventeen Plays, con Ron Padgett (1964)
- Living With Chris (1965)
- Some Things (1966)
- Bean Spasms, con Ron Padgett y Joe Brainard (1967)
- Many Happy Returns (1969)
- Peace: Broadside (1969)
- In the Early Morning Rain (1971)
- Memorial Day, con Anne Waldman (1971)
- Back in Boston Again, con Ron Padgett y Tom Clark (1972)
- The Drunken Boat (1974)
- A Feeling For Leaving (1975)
- Red Wagon (1976)
- Clear The Range (1977)
- Nothing For You (1977)
- Train Ride (1978)
- Yo-Yo's With Money, con Harris Schiff (1979)
- Carrying a Torch (1980)
- So Going Around Cities: New & Selected Poems 1958–1979 (1980) (ISBN 0-912652-61-6)
- In a Blue River (1981)
- A Certain Slant of Sunlight (1988)
- Selected Poems (1994)
- Great Stories of the Chair (1998)
- The Collected Poems of Ted Berrigan (University of California Press, 2005)

- Datos: Q2399732